# Califórnia (Paraná)
Pour les articles homonymes, voir California.
Califórnia est une municipalité brésilienne située dans l'État du Paraná.